# Opatovický misál
Opatovický misál je liturgická kniha z poloviny 14. století. Pravděpodobně pochází z pražské dílny na dvoře Karla IV., kde byl zhotoven pro Opatovický klášter. Jeho rozměry jsou 43×30×15 cm a původně měl 462 stran.
V 80. letech 20. století jej zakoupila Vědecká knihovna v Olomouci, kde je i dnes uložen. Mezi roky 2007 a 2010 byl složitě restaurován, restauroval jej Miroslav Široký a Kateřina Opatová.